# Festival Internacional de Cinema de Berlim 1956
A 6ª edição anual do Festival Internacional de Cinema de Berlim foi realizado entre os dias 22 de junho a 3 de julho de 1956. A FIAPF concedeu ao festival o "status A" durante este ano, que antes era reservado apenas para Cannes e Veneza. Os prêmios pela primeira vez, foram dados por um júri internacional.
O Urso de Ouro foi concedido ao filme norte-americano Invitation to the Dance, dirigido por Gene Kelly. No entanto, a decisão do júri de Marcel Carné de atribuir o Urso de Ouro a Gene Kelly foi amplamente criticada.

## Júri
As seguintes pessoas foram anunciados como jurados do festival:
- Marcel Carné
- Bill Luckwell
- Giuseppe Vittorio Sampieri
- Koichi Kawakita
- Leo J. Horster
- Ilse Urbach
- Ludwig Berger

## Filmes em competição
Os seguintes filmes competiram pelos prêmios Urso de Ouro e Urso de Prata:
| † | Vencedor do prêmio principal de melhor filme em sua seção |
| Título                                      | Diretor(es)                        | País           |
| ------------------------------------------- | ---------------------------------- | -------------- |
| ...erwachsen sein dagegen sehr              | Wolf Hart                          | Alemanha       |
| Autumn Leaves                               | Robert Aldrich                     | Estados Unidos |
| Byaku fujin no yoren                        | Shirō Toyoda                       | Japão          |
| Donatella                                   | Mario Monicelli                    | Itália         |
| El camino de la vida                        | Alfonso Corona Blake               | México         |
| Ernst Reuter                                | Wolfgang Kiepenheuer               | Alemanha       |
| Hitit günesi                                | —                                  | Turquia        |
| Invitation to the Dance                     | Gene Kelly                         | Estados Unidos |
| Kein Platz für wilde Tiere                  | Bernhard Grzimek e Michael Grzimek | Alemanha       |
| La Sorcière                                 | André Michel                       | França         |
| Le sabotier du Val de Loire                 | Jacques Demy                       | França         |
| Les très riches heures de l'Afrique romaine | Jean Lehérissey                    | França         |
| Men Against the Arctic                      | Winston Hibler                     | Estados Unidos |
| Mi tío Jacinto                              | Ladislao Vajda                     | Espanha Itália |
| Pane, amore e...                            | Dino Risi                          | Itália         |
| Paris la nuit                               | Jacques Baratier                   | França         |
| Rythmetic                                   | Norman McLaren                     | Canadá         |
| Richard III                                 | Laurence Olivier                   | Reino Unido    |
| Spring Comes to Kashmir                     | Ravi Prakash                       | Índia          |
| The African Lion                            | James Algar                        | Estados Unidos |
| The Long Arm                                | Charles Frend                      | Reino Unido    |
| The Long Journey                            | —                                  | —              |
| Trapeze                                     | Carol Reed                         | Estados Unidos |
| Vor Sonnenuntergang                         | Gottfried Reinhardt                | Alemanha       |
| Zauber der Natur                            | Richard Mostler                    | Alemanha       |

## Prêmios
Os seguintes prêmios foram concedidos pelo júri:
- Urso de Ouro: Invitation to the Dance por Gene Kelly
- Urso de Prata de Melhor Diretor: Robert Aldrich por Autumn Leaves
- Urso de Prata de Melhor Atriz: Elsa Martinelli for Donatella
- Urso de Prata de Melhor Ator: Burt Lancaster por Trapeze
- Urso de Prata para uma Realização Extraordinária: The Long Arm por Charles Frend
- Urso de Prata por uma Excelente Contribuição Artística: La Sorcière por André Michel
- Urso de Prata: Richard III por Laurence Olivier
- Menção Honrosa (diretor): El camino de la vida by Alfonso Corona Blake
- Menção Honrosa (cor): Byaku fujin no yoren por Shirō Toyoda
- Menção Honrosa (melhor filme humorístico): Pane, amore e... por Dino Risi